# Dachabdichtung

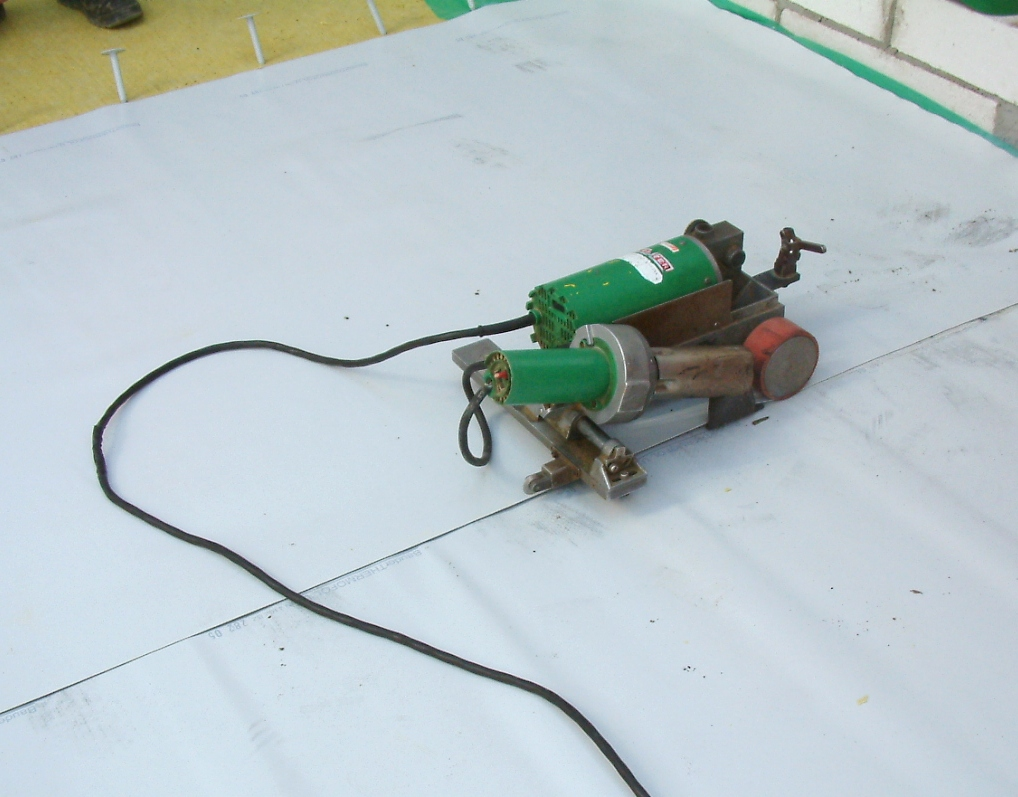
Abdichtung eines Flachdachs

Die Dachabdichtung ist die äußerste Schicht der Dachhaut, die das Bauwerk vor dem Eindringen von Niederschlag schützt. Im Gegensatz zur Dachdeckung, die Niederschlag durch eine konstruktive Dachneigung ableitet, ist die Dachabdichtung wasserundurchlässig. Dachabdichtungen kommen vor allem bei Flachdächern zur Ausführung, aber analog auch bei Dachterrassen, Balkonen sowie als zusätzliche Abdichtungsebene bei Schrägdächern unterhalb der Regeldachneigung und beispielsweise unter Schieferdeckungen.
Je nach Dachform, Dachneigung, Witterungsbedingungen und planungsrechtlichen Vorgaben kommen verschiedene Materialien und Verarbeitungsformen zum Einsatz.
Die Befestigung auf dem Untergrund erfolgt mittels:
- vollflächiges oder partielles Verkleben oder Verschweissen
- mechanischer Befestigung
- Auflast, wie Kies gewaschen 16 bis 32 mm Durchmesser oder Substraten zur Dachbegrünung.

## Materialien
- EPDM-Dichtungsbahnen nach EN 13956; ÖNORM B 3663, lt. Studien des SKZ Süddeutsches Kunststoff-Zentrum über 50 Jahre haltbar
- Bitumen-Schweißbahn
- Bitumen-Dachbahn (V13 DIN 52143; ÖNORM B 3635, 3651ff – umgangsspr. oft als Dachpappe bezeichnet)
- Kunststoff-Dachbahnen aus weichmacherhaltigem Polyvinylchlorid (PVC-P), Nahtverbindung durch Erhitzen oder durch Kaltverschweißen
- Metall – in der Regel Bahnen aus Edelstahl, die durch Schweißnähte verbunden werden; im weiteren Sinne kann auch die Stehfalzdeckung zu den Dachabdichtungen gezählt werden
- Flüssigabdichtungen mit Flüssigkunststoff, in der Regel mehrkomponentige Abdichtungsharze aus ungesättigtem Polyester (UP), Polyurethan (PUR) oder Polymethylmethacrylat (PMMA)
- Stahlbeton – als Weiße Wanne (wasserundurchlässiger (WU-)Beton reicht nicht aus)
- Lehm – in Gegenden mit relativ geringem Niederschlag, auch mit Dung versetzt

## Ausführung
Bitumen-Schweißbahnen müssen zweilagig und mit dem Untergrund sowie untereinander durch Erhitzen vollflächig verklebt werden.
Traditionelle Bitumen-Dachbahnen werden unter Zusatz von flüssigem Bitumen im sogenannten Gieß- und Einrollverfahren verklebt.

## Durchdringungen
Zur Befestigung von Absturzsicherung wie Geländern und zur Durchführung von Be- und Entlüftungen und sonstigen Leitungen wird die Dichtungsebene durchbrochen und eine Anschlussabdichtung hergestellt.
Sofern Geländerpfosten nicht vertikal durch die Dachhaut geführt werden, ist es üblich, sie mithilfe sogenannter Geländerkonsolen oder Geländerschwerter an der Stirnseite eines Balkons oder an der Außenwand eines Gebäudes zu befestigen.
Wenn die Befestigung an der Innenseite einer ringsum über die Dachebene gezogenen Wand (Attika oder Flachdachrand) vorgenommen wird, so sind diese Anschlüsse ebenso wie vertikale Durchdringungen gegen aufstauendes Wasser abzudichten.
Durchdringungen werden heute vermehrt mit Flüssigkunststoff abgedichtet, in den ein Vlies zur Verstärkung eingelegt wird.
Nach Punkt 3.6.4 der Flachdachrichtlinie (Abdichten mit Flüssigkunststoff) soll der Flüssigkunststoff mindestens zweilagig aufgetragen werden, wobei die Vlieseinlage zwischen den Schichten so einzurollen ist, dass keine Lufteinschlüsse verbleiben.
Der Auftrag des Flüssigkunststoffs soll sich mindestens 10 cm mit der umgebenden Abdichtung überlappen.
Der Zentralverband Sanitär Heizung Klima (ZVSHK) gibt weitere Hinweise zur Ausführung im Merkblatt „Abdichtung mit Kunststoff- und Elastomerbahnen in der Klempnertechnik“.

## Richtlinien
- DIN 18531 : 2017-07 Abdichtung von Dächern sowie von Balkonen, Loggien und Laubengängen
- Deutsches Dachdeckerhandwerk Fachregel für Abdichtungen – Flachdachrichtlinie. Herausgegeben vom Zentralverband des Deutschen Dachdeckerhandwerks ZVDH – Fachverband Dach-, Wand- und Abdichtungstechnik e. V. und Hauptverband der Deutschen Bauindustrie e. V. – Bundesfachabteilung Bauwerksabdichtung. Ausgabe Dezember 2016. Verlag Rudolf Müller, Köln
- DAfStb Richtlinie Wasserundurchlässige Bauwerke aus Beton (WU-Richtlinie), Ausgabe November 2003, Neuausgabe Dezember 2017, Deutscher Ausschuss für Stahlbeton im Deutschen Institut für Normung e. V., Berlin; Erläuterungen zur DAfStb-Richtlinie; Schriftenreihe Heft 555, 1. Auflage Juli 2006
- DIN 18532 : 2017-07 Abdichtung von befahrbaren Verkehrsflächen aus Beton